# Musique danoise
 (février 2025).
La musique danoise est en règle générale considérée comme apparentée aux autres musiques scandinaves (norvégienne, suédoise et islandaise) étant donné que le Danemark a longtemps régné sur une majeure partie, voire épisodiquement sur l'ensemble, des pays nordiques, en particulier de 1397 à 1814.
La musique traditionnelle sous forme de musique à danser y est encore vivante y compris dans la capitale Copenhague ou les possessions lointaines des îles Féroé ou du Groenland. Le pays est aussi, dans les années 1960, à l'avant-garde des révolutions musicales modernes, notamment dans le jazz, en accueillant des musiciens de standard international, et dans le rock ou la pop.

## Musique folklorique (folkemusik)

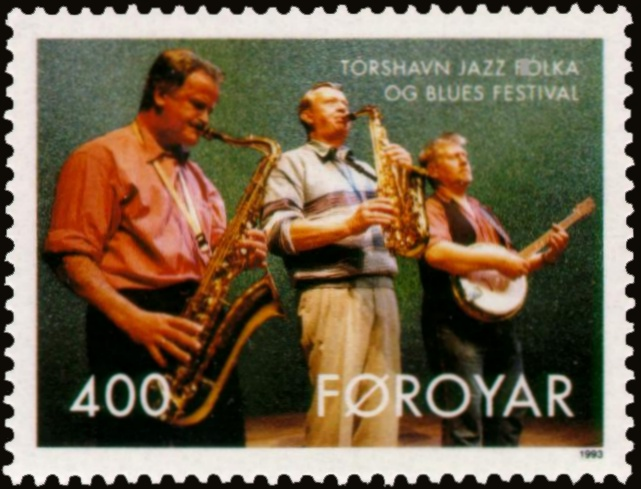
Musique actuelle des îles Féroé.

La musique traditionnelle danoise appartient à un vieil espace de musique instrumentale de l'Europe du Nord, du Nord-Ouest et du l'Est, très étendu, autrefois qualifié de zones de l'épinette. En ce sens, l'Amérique du Nord anglo-saxonne en est un prolongement singulier. Une écoute attentive de la musique traditionnelle bien vivante révèle ses influences majeures (par exemple, Sonnich Lydom & Morten Alfred Høirup, Svip svap svovlstikke, Folk Music from Denmark, Gofolk Productions, Veilje, Dk). 
Elles sont balte au sens de la zone de rencontre que constitue la mer Baltique (avec les autres cultures slaves et finnoises), nordique scandinave (Norvège, Suède), maritime et îlienne de la mer du Nord (au sens des rivages de la mer du Nord, à la fois anglais, écossais et irlandais), et maritime et continentale lointaines (Amérique du Nord en particulier, anciennes colonies danoises).
Le vieux fond danois semble évanoui ou difficilement perceptible, mais l'auditeur le retrouve dans une certaine tessiture ou ligne vocale, parfois lancinante et plaintive, influençant les sons instrumentaux des musiques traditionnelles du Jutland, des grandes îles danoises de Fionie et Seelande, de Scanie et même de contrées très méridionales de Norvège et de Suède et quelques enclaves en Allemagne du Nord (parties du Schlesvig et du Holstein). Le sous-espace musical danois restreint correspond indéniablement à la Scandinavie méridionale, en particulier les zones d'occupation primitive ou médiévale des Danois. La différence était autrefois fortement perçue par les Scandinaves du Nord, mais il s'efface par l'effet de l'urbanisation et des cultures (inter)nationales.

### Danemark continental et des détroits baltes
La musique du folklore (folkviser) est longtemps dominée par la musique de danse similaire à celle des autres pays nordiques dont on retrouve naturellement le répertoire composé de polka, valse, scottish, reel, trekanter, hopsa, firtur, tretur, rheinlænder, et keraus. La forme la plus ancienne est la pols (de Fanø où on trouve aussi la fanik) et sa variante sønderhoning (de Sønderho).
On y retrouve le duo vièle - accordéon, toutefois ce jeu se fait en groupe et non en soliste comme dans les autres traditions nordiques, avec en outre une tendance à la modernisation par l'introduction de la guitare. Parmi les ensembles connus on peut citer Jæ' Sweevers, Mølposen, Phønix, Zar, Baltinget, Instinkt, Lang Linken, et Harald Haugaard, Helene Blum, Haugaard and Høirup et Sorten Muld qui revitalise le folk en le modernisant. 

### Îles danoises en mer du Nord
Les îles Féroé ont une musique vocale traditionnelle encore très vivace avec notamment des chants de brouillard sjardarkvaedi, des contes fantastiques chantés skjaldur, des hymnes à inflexion microtonale kingosálmar et des kvaedi (kvæði, tættir et vísir), des longues ballades épiques dansées en rondes. Le Corpus Carminum Færoensium est une collection de 44 000 stances.

### Cas spécifique du Groenland
Le Groenland conserve une forte influence danoise, teintée de culture inuite et d'influences anglo-saxonnes. On y retrouve des musiques à danser (kalattuut ou dansemik), des polyphonies vocales importées de Moravie par les missionnaires et une sorte de musique country appelée vaigat.
La musique inuite (similaire à celle pratiquée en Amérique du Nord) inclut des traditions chamaniques dans la musique à danser sacrée exécutée avec un tambour sur cadre. Parallèlement, on trouve le piseq (ou piserk), un chant personnel contant la vie quotidienne ou les superstitions, et des joutes vocales humoristiques katajjaq chantées en voix de gorge par les femmes. Il n'existe pas de musique instrumentale : les sifflets, rhombes, tambours et autres guimbardes sont uniquement destinés à l'accompagnement.

## Musique classique
Le Danemark a produit ou attiré des compositeurs de renom à commencer par le grand Dietrich Buxtehude (1637-1707), danois d'origine qui s'établit en Allemagne où il est un organiste et compositeur célèbre et très influent : il est un des jalons importants qui mènent à Bach. 
C'est au XVIIIe siècle que commence à émerger la recherche d'une musique de coloration spécifiquement nationale, notamment dans les opéras de Johann Hartmann d'après les pièces de Johannes Ewald. Le premier, Balders død, est inspiré de la mythologie nordique et utilise des couleurs sombres pour représenter les anciens dieux et valkyries. Le second, Fiskerne, décrit la vie de pêcheurs contemporains, et se base sur des mélodies inspirées du style folklorique scandinave.
Tout comme Johann Hartmann, de nombreux autres compositeurs danois de l'époque venaient d'Allemagne. Il en va ainsi de Christoph Ernst Friedrich Weyse (1774-1842) qui est connu pour ses opéras et symphonies dans le style classique, ainsi que pour ses mélodies restées très populaires. De même, Friedrich Kuhlau (1786-1832) était un allemand devenu danois; contemporain de Beethoven qu'il connaissait, admirait et dont il fit jouer les œuvres dans son pays d'adoption, il est l'auteur d'une œuvre abondante, attachante et diversifiée. 
Weyse et Kuhlau inaugurent « l'âge d'or » de la musique danoise dont les principaux représentants furent Johan Peter Emilius Hartmann (1805-1900) et Niels Wilhelm Gade (1817-1890). Selon le musicologue Alfred Einstein, Johan Peter Emilius Hartmann (le petit-fils du Johann Hartmann précité) a été le véritable fondateur du romantisme danois, et même du romantisme scandinave tout entier. Il aura une grande influence sur la génération suivante de compositeurs et notamment sur Edvard Grieg et Carl Nielsen. Niels Wilhelm Gade, dont Mendelssohn lança la carrière et en qui Schumann voyait un «compositeur exceptionnel» aura une importance non moins grande. Hartmann et Gade seront suivis par de nombreux compositeurs de l'âge d'or danois comme Peter Heise, Emil Hartmann, August Winding, C.F.E. Horneman ou Asger Hamerik. 
La  génération suivante sera celle de  Carl Nielsen (1865 - 1931), dont le renom est mondial. Dans cette même génération, il faut citer Rued Langgaard (1893-1952). 
Plus récemment, des compositeurs comme Niels Viggo Bentzon, Herrman D. Koppel ou Vagn Holmboe ont marqué leur époque. Et parmi les contemporains, on citera Per Nørgård, Poul Ruders et Pelle Gudmundsen-Holmgreen, ainsi que la compositrice de musique expérimentale, concrète et électronique Else Marie Pade.
On peut également noter une production de musique légère avec Hans Christian Lumbye (1810-1874), le «Johann Strauss danois», qui joua sa musique dans les Jardins de Tivoli et composa le fameux Galop du champagne ainsi que Jacob Gade dont leTango Tzigane Jalousie (1925), Tango Jalousie et Jalousie, sont abondamment utilisés comme musiques de films.

## Musique populaire

### Jazz

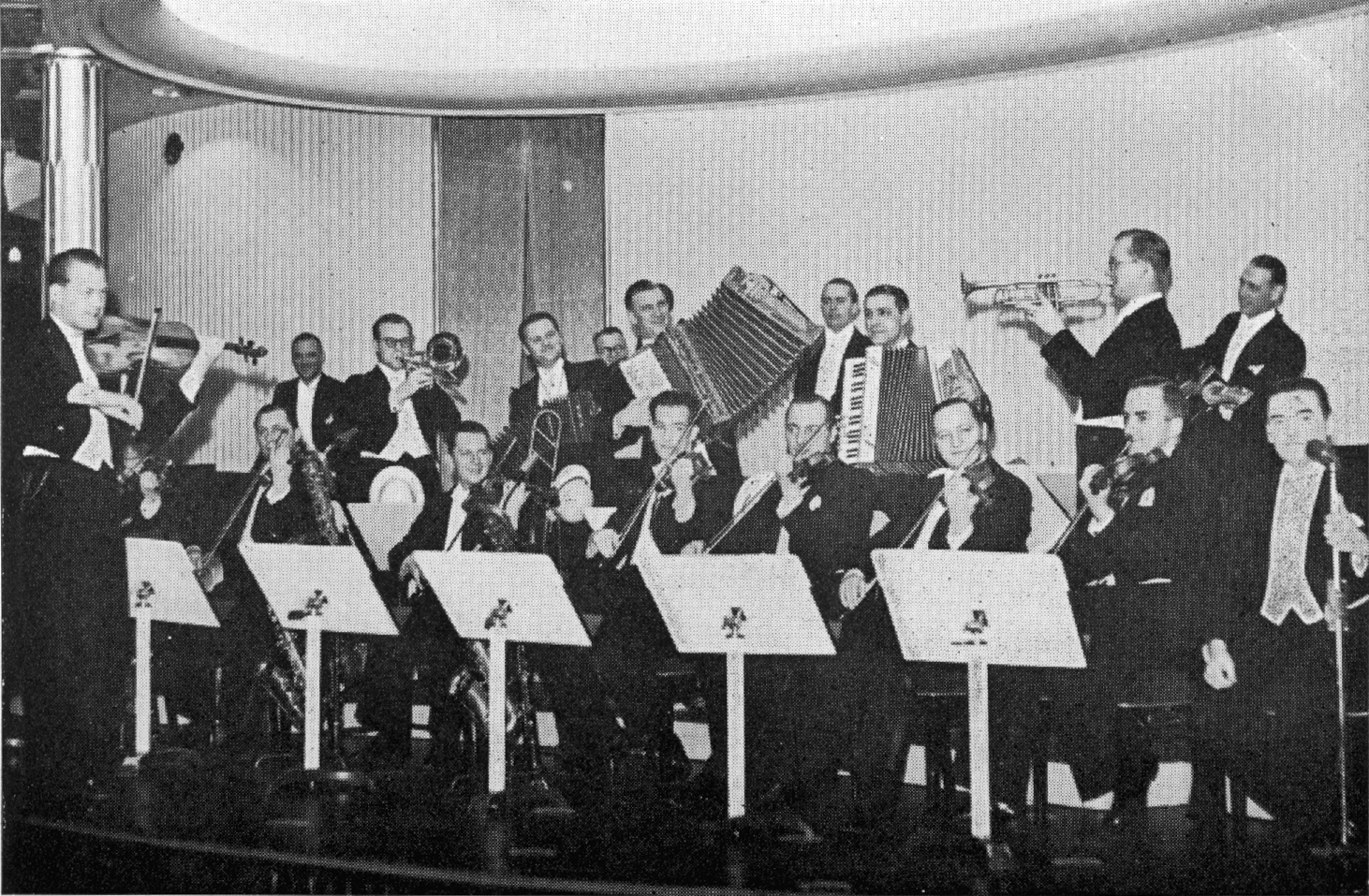
Teddy Peterson orchestra

Le jazz danois apparaît en 1923 avec Valdemar Eiberg et Sam Wooding. Les années 1930 voient Svend Asmussen et Kai Ewans leur succéder. Pendant la guerre le jazz est proscrit et Bruno Henriksen ou Bertel Skjoldborg en font une forme de protestation politique tandis que d'autres musiciens fuient vers la Suède. Après guerre le jazz se scinde en deux courants selon les anciens (Papa Bue et Theis Jensen), ou les nouveaux, adeptes du bebop (Max Brüel et Jørgen Ryg). 
Dans les années 1960, des jazzmen internationaux (Stan Getz, Oscar Pettiford, Dexter Gordon, Kenny Drew et Ben Webster) s'installent à Copenhague, suivis plus tard par Duke Jordan, Horace Parlan, Ed Thigpen, Bob Rockwell et Thad Jones. Kenny Drew y forma un trio avec Alex Riel et Niels-Henning Ørsted Pedersen et développe le free jazz avec John Tchicai et Jesper Thilo.
Bien que supplanté par le rock dans les années 1970, il continue d'avoir ses adeptes tels que Carsten Dahl, Thomas Clausen (en), Marilyn Mazur, Mads Vinding, Ib Glindemann, Pierre Dørge, Palle Mikkelborg, Chris Minh Doky, Mikkel Ploug, Jesper Lundgaard, Søren Bebe, Caecilie Norby  et Bent Fabricius-Bjerre.

### Rock et heavy metal
Le rock danois est dominé par le courant indépendant avec les groupes D-A-D (Disneyland After Dark), Pretty Maids, The Savage Rose, The Raveonettes, Kashmir, The Kissaway Trail, Mew, Sort Sol, Nephew, VETO, Figurines, Dizzy Mizz Lizzy, Carpark North, Saybia et les très populaires C.V. Jørgensen, A Friend In London (représentant du Danemark à l'Eurovision 2011).
Le hard rock ou le heavy metal sont représentés par Volbeat, Mercenary, Mercyful Fate, King Diamond, Artillery, Royal Hunt, Psyched Up Janis, Simon Kvamm, Spleen United et Lars Ulrich, fondateur de  Metallica, et Mike Tramp, chanteur de White Lion. Le Festival de Roskilde est l'un des plus grands festivals où toute la scène rock se retrouve.

### Pop
La musique pop est représentée par Aqua, avec son tube Barbie Girl part de l'Europop. Parmi les autres stars internationales, on trouve[style à revoir] Fallulah, Agnes Obel, Aura Dione, Oh Land, Medina, Burhan G, Aura, Alphabeat, Nik & Jay, Rasmus Seebach, Safri Duo, Outlandish, Lazyboy, Laid Back, Bent Fabricius-Bjerre, Laban, Sir Henry and his Butlers, Nina & Frederick, Brigitte Nielsen, Gitte Hænning, Jørgen Ingmann, Filur, Funkstar De Luxe, Infernal, DJ Aligator Project, E.T.A., Dr. Baker, Lucas, Toy-Box, Daze, Tiggy, Viro, Anna David, Los Umbrellos, Little Trees, Cut 'N' Move, Whigfield, Junior Senior, Cartoons, S.O.A.P., Bryan Rice, Natasha Thomas, The Walkers, Bombay Rockers, C21, Me and My, Michael Learns to Rock, Enur, DJ Encore, Brother Brown, Trentemøller, Barcode Brothers, Hampenberg, Camille Jones, Ida Corr, Sanne Salomonsen, Kim Larsen et Gasolin' , Nordstrøm.
L’Eurovision est gagnée par Grethe et Jørgen Ingmann en 1963, Brødrene Olsen en 2000 et Emmelie de Forest en 2013

## Instruments traditionnels
Les instruments comprennent : accordéon, guitare, mandoline, et vièle.

### Sources
- (en) Cronshaw, Andrew. A New Pulse for the Pols, in World Music, Vol. 1: Africa, Europe and the Middle East, Broughton, Simon and Ellingham, Mark with McConnachie, James and Duane, Orla (Ed.), Rough Guides Ltd, Penguin Books, 2000.  (ISBN 1-85828-636-0)
- (da) Udvalgte emner sur (web.archive.org)
- (en) Jazz, pop and rock, sur um.dk (archive.ph)
- (en) Jazz - A Student and Teacher's Guide sur dvm.nu (archive.ph)
- (en) « Denmark - Greenland and the Faeroe Islands - Greenland », sur Udenrigsministeren.
- Chants et danses des îles Féroé. Le Havnarkorid, direction Olavur Hatun sur mcm.base-alexandrie.fr (archive.ph)